# Santa Ana Zegache
Santa Ana Zegache es una localidad perteneciente al estado mexicano de Oaxaca. Pertenece al Distrito de Ocotlán en el del sur de la Región de los valles centrales. Es la cabecera del municipio de Santa Ana Zegache.

## Etimología
Zegache significa en Zapoteco: "Siete mogotes", se compone de Zet: "mogote" y gache: "siete".
Santa Ana en honor de la madre de la virgen María.

## Geografía
El municipio cubre un área de 25.83 km² en una elevación de 1,500 metros sobre el nivel del mar.
Su clima es templado.

## Demografía
La población total del municipio de Santa Ana Zegache es de 3,592 habitantes, siendo 1,684 hombres y 1,908 mujeres, de acuerdo con los resultados del Conteo de Población y Vivienda de 2010 realizado por el Instituto Nacional de Estadística y Geografía.